# Golden Jubilee
Il Golden Jubilee (Giubileo Dorato) è attualmente il più grande diamante tagliato al mondo. Fin dal 1908 il Cullinan I, conosciuto anche come Grande Stella d'Africa, aveva portato questo titolo, finché nel 1985, nella prolifica miniera Premier Mine in Sudafrica (la stessa del Cullinan e altri celebri diamanti) venne scoperto un grosso diamante cognac di circa 755 carati (151 grammi). Dopo il taglio il diamante raggiunse un peso finora non superato di 545,67 carati (109,13 grammi).
L'"Unnamed Brown", come questo diamante venne inizialmente definito, fu ritenuto ideale come cavia per sperimentare la nuova complessa strumentazione da usare per tagliare ben più preziosi diamanti incolore (come il Centenario), perché non venne ritenuto di gran danno se durante la lavorazione, dei grossi pezzi si fossero staccati dal corpo principale; a questo proposito il diamante fu affidato al tagliatore Gabi Tolkowsky da parte della proprietaria De Beers.
Con grande sorpresa di tutti, grazie alla maestria del tagliatore, il risultato della lavorazione fu però il più grande diamante tagliato al mondo, superiore al Cullinan I di circa una quindicina di carati, con un intenso colore dai caldi riflessi bruni. La gemma però rimase sconosciuta al di fuori dell'ambiente della De Beers, che nel 1988 stava celebrando il secolo di vita con il Centenario.
Successivamente il diamante innominato venne portato in Thailandia dalla Thai Diamond Manufacturers Association per essere esposto al Thai Board of Investment Exhibition a Laem Chabang; il suo successo fu tale che lunghissime code di visitatori si formavano davanti all'esposizione. Nel 1995 il diamante venne acquistato da un gruppo thailandese, capeggiato da Henry Ho, e in seguito venne fatto benedire da papa Giovanni Paolo II, dal supremo patriarca Buddista e infine dal supremo Imam della Thailandia. Il diamante venne infine donato al re della Thailandia Bhumibol Adulyadej in occasione del cinquantesimo anniversario della sua incoronazione, prendendo quindi il nome di Golden Jubilee (เพชรกาญจนาภิเษก). Inizialmente si pianificò di montarlo nello scettro reale, ma in seguito venne incastonato sul sigillo del re.